# Tour der irischen Rugby-Union-Nationalmannschaft nach Ozeanien 1976
| Tour der Iren nach Ozeanien 1976 | Tour der Iren nach Ozeanien 1976 | Tour der Iren nach Ozeanien 1976 | Tour der Iren nach Ozeanien 1976 | Tour der Iren nach Ozeanien 1976 |
| Übersicht                        | S                                | G                                | U                                | N                                |
| -------------------------------- | -------------------------------- | -------------------------------- | -------------------------------- | -------------------------------- |
| Test Matches                     | 1                                | 0                                | 0                                | 1                                |
| Sonstige Spiele                  | 7                                | 5                                | 0                                | 2                                |
| Gesamt                           | 8                                | 5                                | 0                                | 3                                |
|                                  |                                  |                                  |                                  |                                  |
| Neuseeland                       | 1                                | 0                                | 0                                | 1                                |

Die Tour der irischen Rugby-Union-Nationalmannschaft nach Ozeanien 1976 umfasste eine Reihe von Freundschaftsspielen der irischen Rugby-Union-Nationalmannschaft. Sie reiste im Mai und Juni 1976 durch Neuseeland und Fidschi, wobei sie während dieser Zeit acht Spiele bestritt.  Darunter war ein Test Match gegen die neuseeländische Nationalmannschaft, das mit einer Niederlage der Iren endete. Hinzu kamen sechs weitere Spiele gegen regionale Auswahlteams sowie eine nicht als Test Match zählende Begegnung mit der fidschianischen Nationalmannschaft. Hierbei resultierten fünf Siege und zwei Niederlagen.

## Ereignisse
Diese Tour war die erste der Iren nach Ozeanien. Obwohl die Iren 1905 zum ersten Mal gegen die neuseeländischen All Blacks gespielt hatten, traten sie bei dieser Tournee das erste Mal auswärts gegen sie an. Am besten in Erinnerung blieb wohl das abschließende Spiel gegen Fidschi. Als das irische Team in Suva eintraf, musste es erstaunt feststellen, dass die Nationalmannschaft der Gastgeber aufgrund eines Planungsfehlers in Australien auf Tour war. Der Fiji Rugby Union gelang es, kurzfristig eine kleine Gruppe von Spielern der ersten Mannschaft und Ersatzspielern zusammenzustellen. Die offizielle Zuschauerzahl lag bei 12.000; die fidschianischen Zeitungen berichteten jedoch, es seien eher 17.000 gewesen, die auf engem Raum zusammengedrängt waren. Die Teams mussten nicht nur bei extremer Hitze spielen, sondern auch Dutzende von Fröschen vom Spielfeld vertreiben. Trotz der Unerfahrenheit mit solch ungewöhnlichen Bedingungen gewannen die Iren mit 8:0.

## Spielplan
- Hintergrundfarbe grün = Sieg
- Hintergrundfarbe rot = Niederlage

(Test Matches sind grau unterlegt; Ergebnisse aus der Sicht Irlands)
| # | Datum         | Gegner                                | Ort              | Stadion            | Ergebnis |
| - | ------------- | ------------------------------------- | ---------------- | ------------------ | -------- |
| 1 | 15. Mai 1976  | South Canterbury Rugby Football Union | Timaru           | Fraser Park        | 19:4     |
| 2 | 19. Mai 1976  | North Auckland Rugby Union            | Whangārei        | Okara Park         | 12:3     |
| 3 | 22. Mai 1976  | Auckland Rugby Football Union         | Auckland         | Eden Park          | 10:13    |
| 4 | 26. Mai 1976  | Manawatu Rugby Union                  | Palmerston North | Showgrounds Oval   | 22:16    |
| 5 | 29. Mai 1976  | Canterbury Rugby Football Union       | Christchurch     | Lancaster Park     | 4:18     |
| 6 | 01. Juni 1976 | Southland Rugby Football Union        | Invercargill     | Rugby Park Stadium | 18:3     |
| 7 | 05. Juni 1976 | Neuseeland                            | Wellington       | Athletic Park      | 3:11     |
| 8 | 09. Juni 1976 | Fidschi                               | Suva             | National Stadium   | 8:0      |

## Test Match
| 13. Mai 1976 | Neuseeland                                         | 11 : 3         | Irland              | Athletic Park, Wellington Zuschauer: 37.000 Schiedsrichter: Tom Doocey (Neuseeland) |
| 13. Mai 1976 | Versuche: Kirkpatrick Robertson Straftritte: Mains | (11:0) Bericht | Straftritte: McGann | Athletic Park, Wellington Zuschauer: 37.000 Schiedsrichter: Tom Doocey (Neuseeland) |

Aufstellungen:
- Neuseeland: Billy Bush, Lyndon Davis, Lyndon Jaffray, Ian Kirkpatrick, Andy Leslie , Hamish Macdonald, Laurie Mains, Tane Norton, Neil Purvis, Bruce Robertson, Duncan Robertson, Ken Stewart, Kerry Tanner, Peter Whiting, Bryan Williams 
 Auswechselspieler: Sid Going
- Irland: James Davidson, Willie Duggan, Anthony Ensor, Mike Gibson, Tom Grace , Ronnie Hakin, Moss Keane, Barry McGann, Ian McIlrath, Stewart McKinney, Arthur McMaster, Philip O’Callaghan, Philip Orr, John Robbie, Patrick Whelan

## Einzelnachweis
1. ↑  'The most bizarre rugby match I have ever seen' – Remembering Ireland's 1976 tour to Fiji. The 42, 14. März 2021, abgerufen am 17. November 2023 (englisch).